# マッシュルームカット

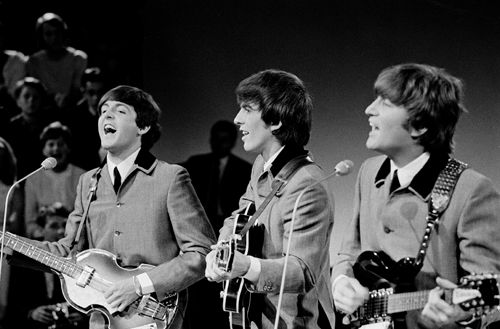
ポール・マッカートニー、ジョージ・ハリスン、ジョン・レノン。1964年6月、オランダのテレビ番組にて。

マッシュルームカット（別名：モップ・トップ、モップ頭）は、ビートルズが世界的に有名にした髪型の名称。

## 概要
元々は、ビートルズがドイツ巡業時代に知り合った、芸術大学の学生たちの間で流行していた髪形が原型で、ドイツで仲良くなったアストリッド・キルヒャー（ビートルズのデビュー前のベーシストであったスチュアート・サトクリフの恋人だった）というカメラマン志望の女の子が、ビートルズのメンバーに広めたとされている。
しかしその前に、アストリッドの彼氏（幼馴染でもある）であり、後にビートルズのアルバム『リボルバー』のジャケット・アートワークを務めるクラウス・フォアマンもよく一緒にクラブに来ていたことから、彼の影響もあったと見られる（ただし彼の髪をよくカットしていたのはキルヒャー）。
なお、残りのビートルズのメンバーで真っ先にマッシュルームカットにしたのはジョージ・ハリスンであり（バック・ビートではキルヒャーがカットしている）、最後はジョン・レノンであった。

## 特徴
眉毛の上で前髪を切りそろえ、全体をマッシュルームのように膨らませた形になることからこの名前で呼ばれるようになった。またモップの先の様にも見えることから「モップ・トップ」や「モップ頭」と呼ばれる事もある。日本では少々皮肉った呼び方で「おかっぱ頭」と呼ばれる事もあった。

## 影響
ビートルズのデビュー以後、ローリング・ストーンズのブライアン・ジョーンズもこの髪型をしていた。また、ビートルズのアメリカでの成功後、アメリカのバンド、ザ・バーズもこの髪型にするなど、当時のポップカルチャーにおいては必須アイテムであった。日本でもグループサウンズブームや同時期のフォークソングブームの中でこの髪型にするミュージシャンも多かった。
今現在の日本のタレントやアーティスト等では、バナナマンの日村勇紀、佐藤栞里、たいぞう（吉本新喜劇）等がこれに似た髪型にしている（スピッツの草野マサムネ、ふかわりょう、雨上がり決死隊の蛍原徹、南海キャンディーズの山里亮太、元Bコースのタケト、ゲスの極み乙女。及びindigo la Endの川谷絵音等も、かつてこれに近い髪型にしていた）。
女性の髪型としては、おかっぱ、ボブカットとして古くから定着しているが、強く内巻きにして丸く膨らませたものを特に区別してマッシュルームカットと言うこともある。

## フィクション
創作作品では、漫画『デトロイト・メタル・シティ』の主人公、根岸崇一がこの髪型にしている。ただし近頃流行らない髪形で、尚且つ彼のひ弱な体型のため皮肉を言われているが、クラウザーに扮している時に「これは公然猥褻カットといって、男性器を模した上級デスメタルカットなのだ」と説いている。また頻繁にペニスと表現される。
テレビドラマ版『ライアーゲーム』では、フクナガユウジがこの髪型になっており、見た目どおりのキノコという呼び名がついた。
『勇者ヨシヒコと魔王の城』の登場人物・メレブが金髪のマッシュルームカットにしている。劇中で「きのこヘッド」と揶揄されるシーンがある。

## ボウルカット

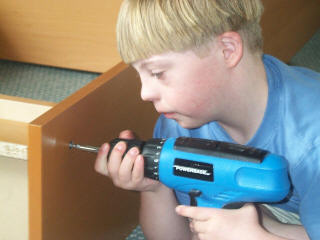
男の子

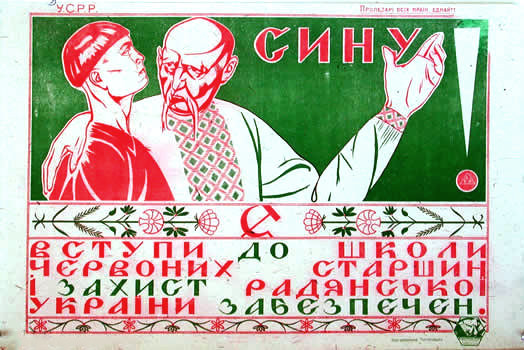
1920年代のウクライナ・ソビエト社会主義共和国時代のポスター

ビートルズ以前にも既にボウルカット（Bowl cut）があり、文字通りボウルのようなヘアスタイルで、マッシュルームカットに似ている（マッシュルームカットよりも後ろがやや短い）。